# فتيات الموسيقى
فتيات الموسيقى (باليابانية: 音楽少女، بالروماجي: Ongaku Shōjo) هو فيلم أنمي قصير من إخراج كينيتشي إيشيكورا [الإنجليزية] ومن تأليف كانا يامادا ومن إنتاج ستوديو دين، عرض في 22 مارس عام 2015. ومسلسل أنمي تلفزيوني من إخراج يوكيو نيشيموتو ومن تأليف ديكو أكاو [الإنجليزية] ومن إنتاج استوديو دين، عرض الأنمي في 6 يوليو عام 2018 واستمر عرضه حتى21 سبتمبر عام 2018، وتكون من 12 الحلقة.

## القصة
تدور أحداث القصة عن هاناكو ياماداكي التي
تعود إلى اليابان من الولايات المتحدة، وتشاهد عرض لفرقة ميوزك غيرلز وتجد نفسها معجبة بها، هي فرقة آيدول مكونة من 11 عضوة،
يقوم مدير فرقة ميوزك غيرلز إيكيهاشي بإجراء اختبارات أداء مفتوحة على أمل أن يساعد عضو جديد في تنشيط الفرقة، وتشارك هاناكو في الاختبارات، في حين أن هاناكو جيدة في الرقص، فهي ليست جيدة في الغناء. بدلاً من تصبخ عضو في الفرقة، تصبح هاناكو سكرتيرة فرقة ميوزك غيرلز، وتساعدهن على حل المشكلات المختلفة خلف الكواليس.

## الشخصيات
هاناكو ياماداكي (باليابانية: 山田木 はなこ، بالروماجي: Yamadagi Hanako)
أداء صوتي: سيريا فوكاغاوا [الإنجليزية]
ساسامي ميتسوكوري (باليابانية: 箕作 沙々芽، بالروماجي: Mitsukuri Sasame)
أداء صوتي: كارين تاكاهاشي
ميكو نيشيو (باليابانية: 西尾 未来، بالروماجي: Nishio Miku)
أداء صوتي: ميهو أوكاساكي
هيو يوكينو (باليابانية: 雪野 日陽، بالروماجي: Yukino Hiyo)
أداء صوتي: يوكو أونو
شوبير غوشيكين (باليابانية: 具志堅 シュープ، بالروماجي: Gushiken Shūpu)
أداء صوتي: ميوري شيمابوكورو
رورو موروكا (باليابانية: 諸岡 ろろ، بالروماجي: Morooka Roro)
أداء صوتي: ناكو إيغونشي
كوتوكو كينتوكي (باليابانية: 金時 琴子، بالروماجي: Kintoki Kotoko)
أداء صوتي: لين
أوري موكاي (باليابانية: 迎 羽織، بالروماجي: Mukae Uori)
أداء صوتي: يوي أوغورا
كيري موكاي (باليابانية: 迎 桐، بالروماجي: Mukae Kiri)
أداء صوتي: سوميري أويساكا
هارو تشيتوسي (باليابانية: 千歳 ハル، بالروماجي: Chitose Haru)
أداء صوتي: مانامي نوماكورا
إيري كوماغاي (باليابانية: 熊谷 絵里، بالروماجي: Kumagai Eri)
أداء صوتي: أسامي سيتو
ساراسا ريو (باليابانية: 竜王 更紗، بالروماجي: Ryuō Sarasa)
أداء صوتي: ماي فوتشيغامي

## وصلات خارجية
- الموقع الرسمي باللغة اليابانية
- فتيات الموسيقى على موقع IMDb (الإنجليزية)
- فتيات الموسيقى على موقع قاعدة بيانات الفيلم (الإنجليزية)
- فتيات الموسيقى على موقع ليتربوكسد (الإنجليزية)
- فتيات الموسيقى على موقع كينوبويسك (الروسية)
- فتيات الموسيقى على موقع ANN anime (الإنجليزية)